# ICT'er
Een ICT'er is iemand die werkzaam is in de ICT-branche. ICT staat voor informatie- en communicatietechnologie. Aanvankelijk werd de term IT'er gebruikt. Omdat informatietechnologie daarna veelal in combinatie met communicatietechnologie wordt toegepast is de oude term in onbruik geraakt.

## Verschil met informaticus
In tegenstelling tot wat vaak gedacht wordt, is een ICT'er niet noodzakelijkerwijs een informaticus. Veel informatici werken weliswaar in de ICT-branche, maar daarin zijn ook mensen met een geheel andere achtergrond werkzaam, zoals scheikundigen, elektrotechnici, en ook mensen zonder graad of diploma. Veel van deze mensen hebben zich voor het jaar 2000 omgeschoold, omdat er toen veel werk te vinden was in de ICT-branche, bijvoorbeeld vanwege de millenniumbug of de internet-hausse.

## Functies in de ICT-branche
Verschillende functies die voorkomen als ICT'er zijn onder meer:
- Applicatiebeheerder
- Consultant
- Database administrator
- Digitaal forensisch onderzoeker
- Firewallbeheerder
- Informaticus
- Informatiemanager
- Incidentcoördinator
- Intrusion detection-beheerder
- Netwerkbeheerder
- Reparatietechnicus
- Softwareontwikkelaar
- Support engineer
- Systeemanalist
- Systeembeheerder
- Webbeheerder
- Webprogrammeur